# Releasemanagement
Releasemanagement (ook wel versiebeheer) is een proces uit de softwareontwikkeling. Het omvat het plannen, bouwen en testen van gewijzigde en nieuwe onderdelen in de software, vanaf de requirementsanalyse tot het in één keer voor gebruik beschikbaar maken van de verzameling aan onderdelen in een stabiele versie (ook wel release). De daadwerkelijke fysieke implementatie van de release vindt plaats binnen het uitrolmanagementproces. 
De taak van releasemanagement is ervoor te zorgen dat de verwachte aanpassingen in de software binnen de afgesproken tijd en met een acceptabel risico succesvol kunnen worden geïmplementeerd. Niet alleen wordt er voor gezorgd dat de werking van de software steeds blijft aansluiten bij de wensen en eisen die de gebruikers aan het systeem hebben, maar ook stelt releasemanagement zich ten doel de risico's van verstoring van bedrijfsprocessen te verkleinen wanneer configuratiewijzigingen worden aangebracht in bestaande systemen, die worden veroorzaakt door slecht geplande of onvoldoende geteste systeemconfiguraties.
Om bij versiebeheer te ondersteunen kan gebruik gemaakt worden van een versiebeheersysteem, zoals Azure DevOps Server of GitHub.

## Releasemanagement binnen ITIL
Binnen het referentiekader van ITIL wordt releasemanagement beschreven als ofwel een functie van de servicetransitiefase (ITIL V3) ofwel een van de 34 beste praktijkoplossingen binnen het servicewaardesysteem (ITIL 4). In ITIL V3 wordt releasemanagement nog niet gedefinieerd als een aparte functie, maar als onderdeel van release & deployment management. Het doel van deze gecombineerde functie is het bouwen, testen, uitrollen en leveren van nieuwe of gewijzigde software-onderdelen. In opvolger ITIL 4 is deze functie inmiddels gesplitst in releasemanagement en uitrolmanagement. Releasemanagement beschrijft in ITIL 4 het bouwen, testen en leveren, terwijl het uitrolmanagement zich beperkt tot de technische handeling van het verplaatsen van een releasepakket (uitrollen) naar een testomgeving of naar de omgeving van de eindgebruikers.
Binnen DevOps wordt releasemanagement veelal geïntegreerd met een CI/CD-benadering.